# Карводжа
Карводжа (пол. Karwodrza) — село в Польщі, у гміні Тухув Тарновського повіту Малопольського воєводства.
Населення — 904 особи (2011).
У 1975-1998 роках село належало до Тарновського воєводства.

## Демографія
Демографічна структура станом на 31 березня 2011 року:
|          | Загалом | Допрацездатний вік | Працездатний вік | Постпрацездатний вік |
| -------- | ------- | ------------------ | ---------------- | -------------------- |
| Чоловіки | 403     | 91                 | 282              | 30                   |
| Жінки    | 501     | 89                 | 291              | 121                  |
| Разом    | 904     | 180                | 573              | 151                  |